# Parafia Najświętszej Maryi Panny Wniebowziętej w Bukowicach
Parafia Najświętszej Maryi Panny Wniebowziętej w Bukowicach – parafia rzymskokatolicka należąca do dekanatu Twardogóra diecezji kaliskiej. 
Została utworzona w 1803. Prowadzona przez salezjanów. 
Kościół parafialny barokowy zbudowany w latach 1803–1806. Mieści się przy ulicy Wrocławskiej.